# Grokster
Grokster Ltd. ist eine private Softwarefirma mit Sitz in Nevis, St. Kitts und Nevis. Der wirtschaftliche Status der Firma ist nach einer Entscheidung des US Supreme Court unklar. Diese Entscheidung betrifft das Hauptprodukt, ein Peer-to-Peer-Filesharing-Programm für das Microsoft-Windows-Betriebssystem. Es ähnelt sehr stark Kazaa, einem Produkt von Sharman Networks.
Grokster benutzte das FastTrack-Netzwerk. Die Entwicklung wurde im Juni 2005 eingestellt.